# Сміла (станція)
Смі́ла — проміжна залізнична станція 5-го класу Шевченківської дирекції Одеської залізниці на лінії Золотоноша I — Імені Тараса Шевченка між станціями Білозір'я (10 км) та Імені Тараса Шевченка (6,5 км). Розташована у місті Сміла (вул. Севастопольська, 1) Черкаського району Черкаської області. 

## Історія
Станція відкрита 1876 року.
6 серпня 2021 року розпочалися роботи з електрифікації змінним струмом 34-кілометрової дільниці Імені Тараса Шевченка — Черкаси.
29 грудня 2021 року у тестовому режимі була здійснена пробна поїздка електровозом для визначення технічного стану готовності новозбудованої контактної мережі цієї дільниці. Роботи з електрифікації перегону Імені Тараса Шевченка — Сміла здійснені за участі працівників Знам'янської, Помічнянської та Шевченківської дистанцій електропостачання регіональної філії «Одеська залізниця» та філії «Енергоремтранс» АТ «Укрзалізниця». У рамках виконання робіт було встановлено 120 опор та змонтовано майже 7 км контактної мережі. Всього в роботі було задіяно 5 автомотрис, 3 будівельні комплекси (кран та будівельна установка). Щодня в роботах на дільниці було залучено до 50 залізничників. Крім того, вже встановлено 650 опор у напрямку станції Черкаси.
6 січня 2023 року Одеська залізниця відкрила рух електричок за маршрутом Імені Тараса Шевченка — Черкаси.

## Пасажирське сполучення
Через станцію прямують приміські поїзди сполученням:
- Умань — Христинівка — Черкаси (через Звенигородку, Катеринопіль, Тальне, Шполу, Цвіткове);
- Імені Тараса Шевченка — Черкаси;
- Імені Тараса Шевченка — Гребінка (через Білозір'я, Черкаси, Золотоношу, Драбове-Барятинське)[5];
- Черкаси – Миронівка (через Цвіткове, Городище, Корсунь);
- Черкаси – Знам'янка ( через Кам'янку, Чорноліську).

Пасажирські поїзди далекого сполучення на станції не зупиняються. Посадка на поїзди далекого сполучення здійснюється на найближчій станції Імені Тараса Шевченка, до якої є можливість дістатися дизель-поїздом або міським транспортом.